# Kupała (mitologia)

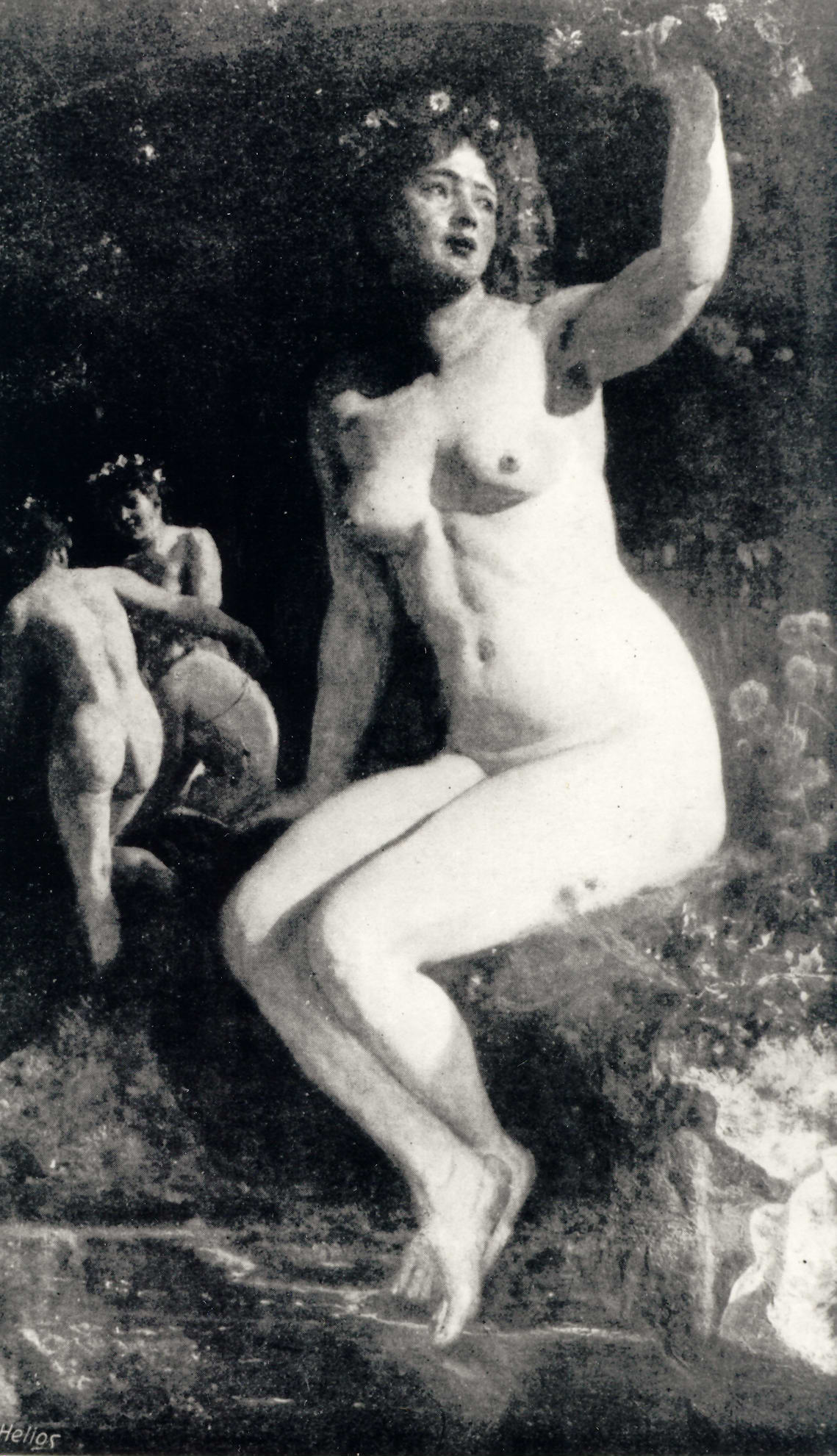
Kupała, Wojciech Gerson, 1897

Kupała, Kupało – rzekome bóstwo słowiańskie, które po raz pierwszy wymienione jest w XVII wieku i porównane do rzymskiej bogini Ceres. Współcześni badacze mitologii Słowian negują jednak istnienie takiego bóstwa.

## Źródła
Pierwszym źródłem, które wymienia bóstwo Kupało, jest Latopis Hustyński pochodzący z XVII wieku:

Piąty Kupało, jak sądzę, był bogiem obfitości, jak u Hellenów Ceres. Jemu zaś bezrozumni za obfitość podziękowanie składali w tym czasie, kiedy miały nastać żniwa. Tego Kupały, biesa, jeszcze i dotychczas w niektórych stronach bezrozumni pamięć czczą, zaczynając czerwca 23 dnia, w wigilię narodzin św. Jana Poprzednika Pańskiego, aż do żniw i dalej, w taki sposób: z wieczora zbiera się prosty lud obydwu płci i splatają sobie wieńce z jadalnych ziół lub korzeni i, przepasawszy się trawą, wzniecają ogień. Gdzie indziej zaś stawiają zieloną galąź i wziąwszy się za ręce, krążą wokół tego ognia, śpiewając swoje pieśni, przeplatając Kupałą. Potem przez ów ogień przeskakują, temu biesowi w ofierze siebie składając.

Z XVII wieku Kupałę za bóstwo uznaje też Synopsis kijowski oraz Żywot św. Włodzimierza.

## Etymologia

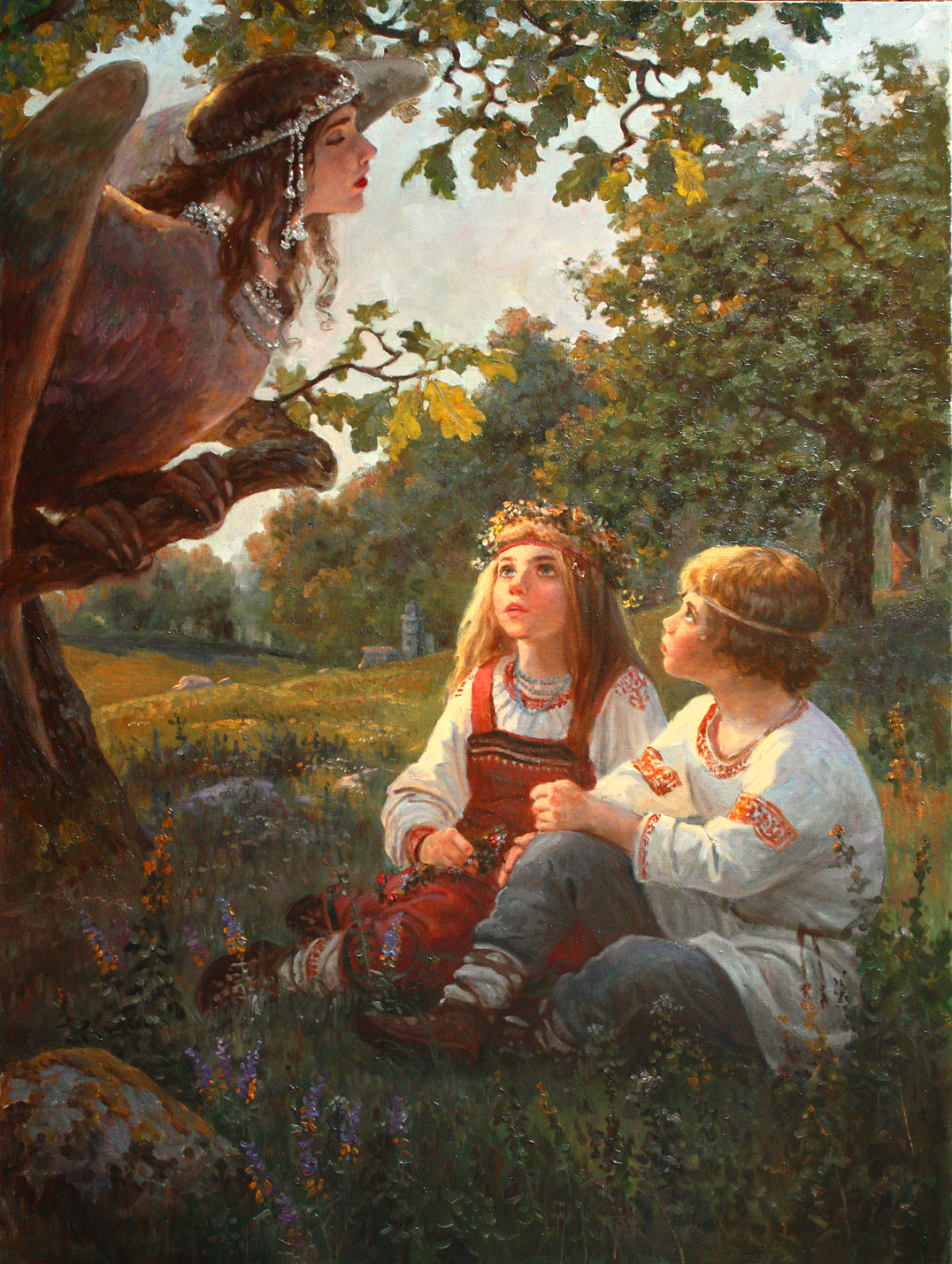
Andriej Szyszkin, Kupało i Kostroma, 2015

## Historyczność i interpretacje
Współcześni badacze raczej negują istnienie słowiańskiego bóstwa o imieniu Kupało. Według Władimira Toporowa postacie mitologiczne znane z późniejszych źródeł, takie jak Jaryło, Kupała, Pogwizd, Łada, Polel i inne, nie mogą być uważane za bogów. Folklorysta i etnograf Andriej Toporkow stwierdził, że Kupało był tylko świętem ludowym, a uznanie go za bóstwo jest wątpliwe. Według Stanisława Urbańczyka Kupała to „literacka fikcja, uparcie przez mitologów podtrzymywana jako prawda”. Brak jest informacji o bóstwie we wcześniejszych źródłach wspominających obchody Nocy Kupały.
Część badaczy, np. Martin Pitro i Petr Vokáč, czy Linda Ivantis, uważają, że Kupało nie był bóstwem, tylko postacią obrzędową lub kukłą używaną podczas Nocy Kupały. Materiał źródłowy potwierdza istnienie kukieł o takiej nazwie, np. ukraińskie dial. kupało „kukła obrzędowa, używana w uroczystościach sobótkowych”, czy białoruskie dial. kupała „osoba wiodąca prym w zabawach sobótkowych”.